# Ȣ
Ȣ (мала літера ȣ) — історична ліґатура, утворена поєднанням грецьких літер ο (омікрон) і υ (іпсилон). Уперше широко застосовувалася у візантійських рукописах середньовіччя, зокрема в контекстах, де поєднання [ου] передавало звук [u]. Ліґатура ȣ набула поширення в грецькому унціальному письмі, особливо в релігійних текстах.

## Сучасне використання

### У грецькій православній традиції
У наш час ліґатуру ‘’‘ȣ’’’ досі використовують на іконах грецької православної церкви, де вона фігурує у написах імені Ісуса — наприклад, у формі ‘’‘ΙCȣC’’’ (скорочення від ‘‘Ιησοῦς’’).

### У транслітерації індіанських мов
У латинській орфографії деяких алґонкінських мов, літера ‘’‘ȣ’’’ використовується для позначення таких звуків:
у алґонкінській мові — [w], [o] або довгий голосний [oː],
у вендатській мові (гуронська мова),
у західній абнакі — носовий голосний [ɔ̃].

## Схожі символи
Ѹ — церковнослов’янська літера ‘‘ук’’, що складається з О та У.
Ꙋ (мала ꙋ) — вертикальний варіант ‘‘ука’’, використовувався у рутенському шрифті.